# Pietro Ciscutti
Pietro Ciscutti (Maniago kraj Udina, 18. veljače 1822. – Pula, 17. siječnja 1890.), pulski graditelj, poduzetnik, dobrotvor.
Rođen je 1822. godine, a s dvadeset godina dolazi u Pulu gdje u početku radi kao kovač. Ubrzo širi područje svoga rada te otvara privatnu ljevaonicu i dobiva posao izrade metalnih konstrukcija za hale ratne luke u Puli. Bavio se obnavljanjem i izgradnjom novih kuća koje je prodavao ili iznajmljivao. Dio novca koji je zaradio uložio je u Pulu, grad u kojem je živio.
Kupivši skoro ruševnu kuću kraj crkve Gospe od Milosrđa (Chiesa di Madonna della Misericordia), napravio je u njoj prvo pulsko kazalište Teatro Nuovo (Novo kazalište). Porastom broja stanovnika Teatro Nuovo postaje premalo kazalište za Pulu pa odlučuje graditi potpuno novu zgradu. Ovo novo kazalište zvalo se Politeama Ciscutti, a danas se u njemu nalazi Istarsko narodno kazalište. Politeama Ciscutti izgrađena je 1871. godine što je dvadesetak godina prije kazališta u Rijeci, Splitu i Zagrebu. Primalo je 800 gledatelja.
Danas u Puli jedna ulica koja vodi prema kazalištu koje je svojim novcem izgradio Ciscutti nosi naziv njemu u čast.

## Više informacija
- Istarsko narodno kazalište